# Nobody (Filmreihe)

Annonce für den Film in einem „Nobody“-Heft.

“Nobody” hieß der männliche Titelheld einer stummen Detektivfilm-Reihe, die 1921 unter der Regie von Josef Stein von den beiden Produktionsfirmen Nobody-Film GmbH (Berlin) und Progreß-Film GmbH (Berlin), ab der 15. Folge von der Progreß-Film allein, und ab der 22. Folge von der Promo-Film AG (Berlin) hergestellt wurde. Die Rolle des Detektivs Nobody spielte der deutsche Sensationsdarsteller Sylvester Schäffer junior (1885–1949).

## Geschichte
Der Reihe lag der Fortsetzungsroman “Detektiv Nobody’s Erlebnisse und Reiseabenteuer. Nach seinen Tagebüchern bearbeitet” des deutschen Kolportageschriftstellers Robert Kraft zugrunde, der ab 1904 (I. Serie) bzw. ab 1906 (II. Serie) im Verlag H. G. Münchmeyer in Dresden erschien. Paul O’Montis und John Halifax bearbeiteten die Texte für den Film.
Realisiert wurden von 52 geplanten Episoden tatsächlich insgesamt 25 Einakter von unterschiedlicher Meterzahl (200-400), beginnend mit der ersten Folge, genannt „1. Episode“ 1921 bis zur “14. Episode” 1921; ab der 15. hießen die Folgen “Abenteuer” statt Episoden und reichten bis zum “21. Abenteuer” 1921. Ab Folge 22 hießen sie wieder “Episoden” und bekamen einen expliziten Titel beigegeben.
Die Episoden 8 und 25 könnten identisch sein.
Die Filme wurden im Berliner Bioscop-Atelier von den Kameramännern Ewald Daub und Adolf Otto Weitzenberg aufgenommen. Wer in den einzelnen Folgen auftrat, ist nicht vollständig überliefert, lediglich für die siebte und die beiden letzten Folgen (24 und 25) sind Schauspielernamen bekannt:
- in der 7. Episode wirkten die Damen Marie-Luise Jürgens und Anna von Palen und die Herren Magnus Stifter und Josef Commer mit[7].
- in der 24. Episode spielten Lili Dominici, Hans Adalbert Schlettow und M. Trautner.[8]
- in der 25. Episode sah man Lili Dominici, Leonhard Haskel, Ernst Pittschau und den Sängerschauspieler Paul Hansen.[9] Den Lucifer spielte Georg H. Schnell.[10]

Die Premiere der Nobody-Filmreihe fand am 23. September 1921 in den „Sportpalast-Lichtspielen“ in Berlin statt. Zur Begleitung des Filmprojekts wurde vom Verleger Alfred Weiner ein Nobody-Journal herausgegeben. Die letzten vier bekannten Episoden lagen der seit Mai 1920 wieder eingeführten Reichsfilmzensur Zensur am 30. Januar 1922 vor. Die verbot den Besuch der „Nobody“-Filme für Jugendliche.
1922 entstanden noch vier weitere „Nobody“-Filme mit Sylvester Schäffer, die jedoch keine „Abenteuer-“ bzw. „Episoden“-Zuweisung mehr führen, dafür aber ausführliche Titel. Es sind auch keine Einakter mehr, sondern mit 6 Akten abendfüllende Filme. Zwei davon wurden noch von der Promo-Film A.G. Berlin, die anderen beiden wieder von der Nobody-Film GmbH. Berlin produziert. Der Drehbuchautor und Produzent war Peter Heuser, Regie führten Josef Stein und Karl Gerhardt.
Die Filme gelten augenblicklich als verschollen.

## Filme
| Jahr    | Zensurdatum       | Zensurkarten-Nr. | Titel                                                 | Regisseur   | Drehbuchautor | Produzent      | Länge (Meter) |
| ------- | ----------------- | ---------------- | ----------------------------------------------------- | ----------- | ------------- | -------------- | ------------- |
| 1921    | 19. August 1921   | B.04076          | 1. Episode                                            | Josef Stein | ?             | Nobody/Progreß | 360           |
| 1921    | 19. August 1921   | B.04077          | 2. Episode                                            | Josef Stein | ?             | Nobody/Progreß | 415           |
| 1921    | 19. August 1921   | B.04078          | 3. Episode                                            | Josef Stein | ?             | Nobody/Progreß | 395           |
| 1921    | 27. August 1921   | B.04136          | 4. Episode                                            | Josef Stein | ?             | Nobody/Progreß | 385           |
| 1921    | 3. September 1921 | B.04195          | 5. Episode                                            | Josef Stein | ?             | Nobody/Progreß | 345           |
| 1921    | 3. September 1921 | B.04194          | 6. Episode                                            | Josef Stein | ?             | Nobody/Progreß | 271           |
| 1921    | 15. Oktober 1921  | B.04473          | 7. Episode                                            | Josef Stein | ?             | Nobody/Progreß | 364           |
| 1921    | 15. Oktober 1921  | B.04474          | 8. Episode                                            | Josef Stein | ?             | Nobody/Progreß | 400           |
| 1921    | 19. Oktober 1921  | B.04475          | 9. Episode                                            | Josef Stein | ?             | Nobody/Progreß | 392           |
| 1921    | 18. Oktober 1921  | B.04493          | 10. Episode                                           | Josef Stein | ?             | Nobody/Progreß | 488           |
| 1921    | 19. Oktober 1921  | B.04494          | 11. Episode                                           | Josef Stein | ?             | Nobody/Progreß | 410           |
| 1921    | 19. Oktober 1921  | B.04495          | 12. Episode                                           | Josef Stein | ?             | Nobody/Progreß | 405           |
| 1921    | 19. Oktober 1921  | B.04496          | 13. Episode                                           | Josef Stein | ?             | Nobody/Progreß | 490           |
| 1921    | 19. Oktober 1921  | B.04497          | 14. Episode                                           | Josef Stein | ?             | Nobody/Progreß | 275           |
| 1921    | 9. November 1921  | B.04673          | 15. Abenteuer                                         | Josef Stein | ?             | Progreß        | 254           |
| 1921    | 10. November 1921 | B.04675          | 16. Abenteuer                                         | Josef Stein | ?             | Progreß        | 373           |
| 1921    | 17. Dezember 1921 | B.04974          | 17. Abenteuer                                         | Josef Stein | ?             | Progreß        | 240           |
| 1921    | 17. Dezember 1921 | B.04975          | 18. Abenteuer                                         | Josef Stein | ?             | Progreß        | 385           |
| 1921    | 17. Dezember 1921 | B.04976          | 19. Abenteuer                                         | Josef Stein | ?             | Progreß        | 345           |
| 1921    | 17. Dezember 1921 | B.04977          | 20. Abenteuer                                         | Josef Stein | ?             | Progreß        | 240           |
| 1921    | 17. Dezember 1921 | B.04978          | 21. Abenteuer                                         | Josef Stein | ?             | Progreß        | 297           |
| 1921/22 | 30. Januar 1922   | B.05229          | 22. Episode: Die seltsame Geschichte des Edward Scott | Josef Stein | ?             | Promo          | 420           |
| 1921/22 | 30. Januar 1922   | B.05230          | 23. Episode: Der Brunnengeist                         | Josef Stein | ?             | Promo          | 290           |
| 1921/22 | 30. Januar 1922   | B.05231          | 24. Episode: Der Herr der Unterwelt                   | Josef Stein | Peter Heuser  | Promo          | 240           |
| 1921/22 | 30. Januar 1922   | B.05232          | 25. Episode: Professor Lucifer                        | Josef Stein | Peter Heuser  | Promo          | 345           |

“Nobody”-Filme ohne “Episoden-” oder “Abenteuer”-Zuweisung bzw. Nummerierung
| Jahr | Zensurdatum      | Zensurkarten-Nr. | Titel                          | Regisseur                  | Drehbuchautor | Produzent   | Länge (Meter) |
| ---- | ---------------- | ---------------- | ------------------------------ | -------------------------- | ------------- | ----------- | ------------- |
| 1922 | 23. Februar 1922 | B.05403          | Die Dame in Grau               | Josef Stein                | Peter Heuser  | Promo       | ?             |
| 1922 | 24. März 1922    | B.05595          | Das Geheimnis der sieben Ringe | Josef Stein                | Peter Heuser  | Promo       | 6 Akte, 1965  |
| 1922 | 2. Mai 1922      | B.05780          | Die geheimnisvollen Piraten    | Karl Gerhardt              | ?             | Nobody-Film | ?             |
| 1922 | 20. Juni 1922    | B.06042          | Die Flibustier                 | Josef Stein, Karl Gerhardt | ?             | Nobody-Film | ?             |

## Nachleben
Wie lange beim Kinopublikum der Name NOBODY noch im Bewusstsein gegenwärtig war, mag eine Grammophonaufnahme des Kabarettisten Charlie Roellinghoff aus dem Jahre 1929 belegen, auf der er als „Der letzte Kinoerklärer“ (Untertitel: Ein Abend im Vorstadtkino) eine Filmhandlung mit dem Helden Mister Nobody beschreibt.

### Hauptdarsteller
- Sylvester Schäffer jun. bei IMDb
- Sylvester Schäffer jun. bei filmportal.de

### Produktionsfirmen
- Nobody-Film GmbH (Berlin) bei filmportal.de
- Progreß-Film GmbH (Berlin) bei filmportal.de
- Promo-Film A.G. (Berlin) bei filmportal.de

### Vorlage
- Detektiv Nobody’s Erlebnisse und Reiseabenteuer. karl-may-wiki
- Titelblatt von Liefg.1 Serie II mit Porträtzeichnung Detektiv Nobody